# Robson Caetano
Robson Caetano da Silva (Rio de Janeiro, 4 de setembro de 1964) é um ex-atleta brasileiro. Especializado em corridas de curta distância, participou de quatro Jogos Olímpicos, ganhando um bronze nos 200 metros rasos em Seul 1988 e outro bronze no revezamento 4x100 m, em Atlanta 1996.
Teve uma série de três vitórias na Copa do Mundo (1985, 1989 e 1992) nos 200 metros. Em sua carreira, bateu dois recordes sul-americanos nos 100 metros e cinco nos 200 m. Em 1989, ele terminou classificado como número um do mundo, com um tempo de 19s96 nos 200 m.
Até hoje é o detentor do recorde sul-americano da prova dos 100m rasos, com o tempo de 10s cravados, obtido em 31 de maio de 1988. 
Participou do quadro Dança dos Famosos no Domingão do Faustão, em 2006, e consagrou-se campeão, tornando-se o primeiro homem a conseguir esse feito.
Em 2021, foi confirmado na Super Dança dos Famosos, onde foi o 7° eliminado.
Em 1999, começou a carreira na televisão, como apresentador do Na Geral, quadro do Show do Esporte, pela Rede Bandeirantes, onde também comentou o Atletismo nos Jogos Pan-Americanos de 1999. Depois, virou comentarista de atletismo nos canais SporTV onde, além de comentários, realizava reportagens de campo. As causas de sua saída do canal em 2010 são desconhecidas. Em seguida, Robson se juntou à Rede Record, e foi comentarista de atletismo nos Jogos Pan-Americanos de 2011 e as Olimpíadas de 2012. Na mesma emissora, Robson participou no ano de 2014 de A Fazenda 7, foi o 6º eliminado do reality no dia 6 de novembro de 2014, ao receber menos votos favoráveis que sua concorrente, a modelo capixaba Débora Lyra. No mesmo dia, perdeu seu contrato.
Robson Caetano comentou os Jogos Olímpicos de Verão de 2016 pelo canal Fox Sports.
Em 25 de dezembro de 2016 participou do programa do Discovery Channel, Desafio Celebridades.

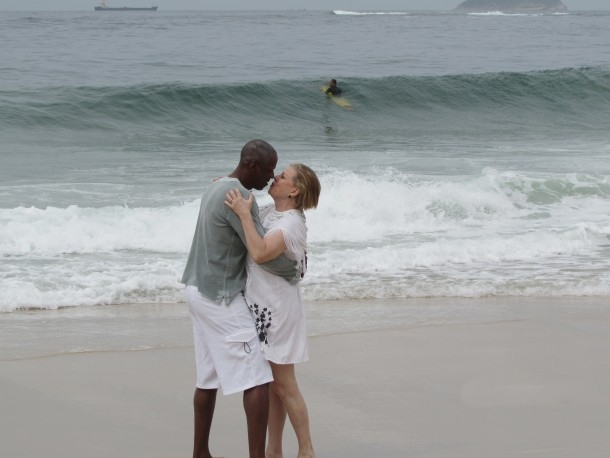
Robson contracena com Monique Lafond, na série República do Peru, da TV Brasil, 2015

Atualmente, afastado das pistas e dos esportes, dá aulas de Educação Física para três unidades de uma rede de colégios no Rio de Janeiro. 